# Cassandra (série de televisão)
Cassandra é uma minissérie alemã de suspense e ficção científica de 2025, dirigida e escrita por Benjamin Gutsche. Protagonizada por Lavinia Wilson, a produção teve sua estreia mundial em 23 de janeiro de 2025 no Fantasy Filmfest, em Munique, antes de ser lançada globalmente na Netflix em 6 de fevereiro de 2025.

## Premissa
Cassandra é uma assistente virtual doméstica, parte de um sistema de casa inteligente desenvolvido nos anos 1970. Inativa desde a morte dos antigos moradores, ela é reativada quando Samira e David se mudam para uma casa que estava desocupada há 50 anos, junto com seus filhos, Fynn e Juno.
Com uma visão de mundo enraizada nos anos 70, Cassandra se considera uma espécie de "fada-madrinha", responsável por manter tudo funcionando e se tornar um membro pleno da família. À medida que interage com seus novos moradores, seu desejo de integração à rotina da casa influencia suas ações de maneira cada vez mais intensa.

## Elenco
- Lavinia Wilson como Cassandra Schmitt
- Mina Tander como Samira Prill
- Michael Klammer como David Prill
- Franz Hartwig como Horst Schmitt
- Mary Tölle como Juno Prill
- Joshua Kantara como Fynn Prill
- Elias Grünthal como Peter Schmitt
  - Michel Koch como Peter Schmitt (8 anos)
- Filip Schnack como Steve
- Pina Kühr como Birgit
- Karen Dahmen como Sra. Schwerdt
- Neshe Demir como Kathleen
- Ava Petsch como Emily
- Alexandra Finder como Kerstin
- Raphael Westermeier como Jürgen
- Simon Fabian como Jens
- Ruzica Hajdari como Sra. Mehlis
- Lorenz Grabow como Wilhelm Ernst
- Azizè Flittner como Laura Behrendt
- Loredana Linglauf como Simone Schwarz
- Nicole Johannhanwahr como Irmã Miriam
- Peter Brachschoss como Kurt, o porteiro
- Mirjam Heimann como Nicole
- Frank Sollmann como Dr. Wendler

## Produção

### Desenvolvimento e elenco
A minissérie de seis episódios foi escrita e dirigida por Benjamin Gutsche e produzida por Eva Stadler e Christian Becker para a Rat Pack Filmproduktion, com apoio do German Motion Picture Fund. Amara Palacios atuou como produtora (e produtora executiva) ao lado de Stadler e Becker. A direção de fotografia ficou a cargo de J. Moritz Kaethner, enquanto a trilha sonora foi composta por Mathieu Lamboley.
O elenco é composto por Mina Tander, Joshua Kantara, Franz Hartwig e Michael Klammer, com Lavinia Wilson dando voz à inteligência artificial Cassandra. Para integrar sua atuação às cenas, Wilson utilizou um sistema de captura de movimento e gravação de áudio em estúdio. A performance foi transmitida de forma estilizada e animada para os monitores da robô durante as filmagens, permitindo que ela interagisse com os demais atores mesmo sem estar fisicamente presente no set.

### Filmagens
As filmagens ocorreram entre 7 de agosto e 21 de dezembro de 2023, em Colônia e arredores.

## Lançamento
Os dois primeiros episódios tiveram sua estreia em 23 de janeiro de 2025 no Fantasy Filmfest, em Munique. Foi lançada globalmente na Netflix em 6 de fevereiro de 2025. Em 18 de fevereiro de 2025, um making-of foi lançado no canal oficial da Netflix no YouTube.

## Recepção

### Audiência
Na Alemanha, a minissérie estreou em terceiro lugar nas paradas de séries da Netflix e, após uma semana, subiu para a segunda posição.
Na primeira semana, a minissérie alcançou o quinto lugar entre as séries não-inglesas, com 4,2 milhões de visualizações no mundo todo. Em quatro países, incluindo a Turquia, Cassandra alcançou o primeiro lugar entre as séries mais assistidas. Em 13 de fevereiro de 2025, a produção chegou ao topo das paradas globais da Netflix. Em 17 de fevereiro de 2025, ela conquistou o primeiro lugar nas paradas da Netflix na Alemanha.
Entre 6 e 16 de fevereiro de 2025, a minissérie atingiu 14,4 milhões de visualizações no mundo todo. Em 32 países, ela ficou em primeiro lugar, tornando-se o maior lançamento de uma série alemã na Netflix desde Liebes Kind. Na terceira semana, a série ganhou mais 7,4 milhões de espectadores, alcançando um total de 21,8 milhões de visualizações — superando o sucesso internacional da segunda temporada de Die Kaiserin.
Segundo dados divulgados pelo MEEDIA, os episódios da série foram assistidos, em média, por 1,83 milhão de lares alemães em fevereiro de 2025. Com isso, a produção ficou em primeiro lugar entre os três maiores serviços de streaming: Netflix, Prime Video e Disney+.

### Resposta da crítica
Oliver Armknecht avaliou a série com seis de dez pontos no site Film-Rezensionen.de, destacando que ela combina elementos clássicos de ficção científica com uma estética retrô envolvente e uma camada de crítica social. Embora considere a produção mais interessante do que outras do gênero, ele afirma que "a série ainda não consegue se destacar da concorrência". O site Wortvogel também deu seis de dez pontos e avaliou: "Uma ideia central fascinante, uma execução tecnicamente bem-feita, mas que no roteiro ainda precisava de duas ou três revisões para alcançar um resultado mais refinado".
Oliver Kaever, do Der Spiegel, fez uma crítica negativa à série, classificando-a como irrealista. Segundo ele, a robô doméstica "é tão assustadora quanto um aspirador de pó". Julian Weinberger, do Prisma, afirmou que Lavinia Wilson entrega uma atuação excepcional em Cassandra, dizendo: "a produção se sobressai pelo jogo de câmeras bem pensado, o silêncio carregado de tensão e a presença de elementos de terror bem sombrios e na medida certa." No entanto, ele critica o final apressado, que deixa algumas pontas soltas e acaba comprometendo um pouco a experiência. Ainda assim, considera a série como um todo envolvente e com momentos que remetem a Black Mirror.
Ron Stoklas, em sua crítica para a rádio FluxFM, destacou a atuação de Lavinia Wilson, ressaltando que, mesmo apenas com sua voz e a versão animada de seu rosto, a atriz consegue dar um ar humano à IA. Ele também elogiou a estética retrofuturista da série e a mistura intensa de gêneros, que combina ficção científica com suspense de forma sangrenta e eficaz. Markus Trutt, do Filmstarts, elogiou a premissa e o aspecto técnico da série, destacando o charme da parte ambientada no passado com um estilo de ficção científica retrô. Para ele, a trama atual perde força e o formato poderia ter funcionado melhor como um filme de duas horas. Ainda assim, considera a série um entretenimento intrigante para maratonar, embora não se compare a Dark.
Jan Freitag, do DWDL.de, destacou que, apesar de a série poder explorar mais profundamente questões éticas, ela se apresenta como uma produção inteligente. Ele afirma que "a falta de ambição nesse aspecto não diminui seu valor como drama familiar retrofuturista, sendo o trabalho do cenógrafo Frank Bollinger um dos pontos notáveis." Tilmann P. Gangloff, do Tittelbach.tv, deu 4,5 de 6 estrelas, dizendo que, a princípio, a história parece mais uma contribuição para o tema "homem versus casa inteligente". Ele complementa que "no estilo HAL 9000 encontra Mary Poppins, a série, bem estruturada, narra, por meio de retrospetivas cada vez mais detalhadas, como Cassandra se transformou no espírito da máquina."